# Idaea percrinita
Idaea percrinita là một loài bướm đêm trong họ Geometridae.